# Страда Статале 593 (Верчели)
Страда Статале 593 је насеље у Италији у округу Верчели, региону Пијемонт.
Према процени из 2011. у насељу је живело 10 становника. Насеље се налази на надморској висини од 239 м.